# Yuntai, Jiangsu
Yuntai (kinesiska: 云台) är ett stadsdelsdistrikt (jiedao)  i Kina. Den ligger i stadsdistriktet Haizhou i provinsen Jiangsu, i den östra delen av landet, omkring 280 kilometer norr om provinshuvudstaden Nanjing. Antalet invånare är 28603. Befolkningen består av 13 677 kvinnor och 14 926 män. Barn under 15 år utgör 19,0 %, vuxna 15-64 år 72 %, och äldre över 65 år 8,0 %.
Genomsnittlig årsnederbörd är 1 098 millimeter. Den regnigaste månaden är juli, med i genomsnitt 341 mm nederbörd, och den torraste är januari, med 10 mm nederbörd.